# Pietro Zoppi
Pietro Zoppi (Levanto, 5 marzo 1926 – Levanto, 6 gennaio 2006) è stato un politico italiano.
Fu sindaco di Levanto dal 1955 al 1974, e deputato della Democrazia Cristiana dal 1974 al 1994. Nel 2002 aderì all'Unione dei Democratici Cristiani e di Centro.
Morirà nella natia cittadina della riviera spezzina per un infarto all'età di 79 anni. A lui sono intitolate la piazza della stazione ferroviaria di Levanto e la via che conduce a essa.